# Variazioni su un tema di Haydn
Variazioni su un tema di Joseph Haydn, (Variationen über ein Thema von Jos. Haydn), ora anche chiamate Variazioni Sant'Antonio, è un'opera in forma di tema e variazioni, composta da Johannes Brahms nell'estate del 1873 a Tutzing in Baviera.

## Storia della composizione
Consiste in un tema in si bemolle maggiore basato su un "Chorale St Antoni", otto variazioni e un finale. L'opera fu pubblicata in due versioni: per due pianoforti, scritta prima ma designata op. 56b e per orchestra, designata op. 56a.
La versione orchestrale è meglio conosciuta e molto più ascoltata rispetto alla versione per due pianoforti. Si dice spesso che sia il primo insieme indipendente di variazioni per orchestra nella storia della musica, Sebbene esista almeno un brano precedente nella stessa forma, le XXVI variazioni sul tema "La follia di Spagna", di Antonio Salieri, scritto nel 1815.

## Orchestrazione
Le variazioni orchestrali di Brahms sono strumentate per ottavino, 2 flauti, 2 oboi, 2 clarinetti, 2 fagotti, controfagotto, 4 corni (2 in mi bemolle, 2 in si bemolle), 2 trombe, timpani, triangolo e la sezione normale degli archi dei primi e secondi violini, viole, violoncelli e contrabbassi. L'esecuzione del brano richiede solitamente circa 18 minuti.
La prima esecuzione della versione orchestrale fu data il 2 novembre 1873 dai Wiener Philharmoniker sotto la direzione di Brahms.

## Origine del tema
Brahms compose il lavoro su un tema intitolato "Chorale St. Antoni" (Corale di Sant'Antonio), che aveva trovato in una composizione per ensemble di fiati. Quando lo scoprì, il pezzo d'insieme di fiati portava un'attribuzione al compositore Joseph Haydn. Brahms intitolò la propria composizione di conseguenza, accreditando Haydn per il tema. Tuttavia gli editori musicali all'inizio del XIX secolo spesso collegavano nomi di compositori famosi a opere di compositori sconosciuti o meno noti, per rendere i pezzi più vendibili. Ricerche successive hanno concluso che il pezzo per fiati che Brahms utilizzò come fonte non si adatta allo stile di Haydn. Il brano d'insieme di fiati rimane senza una chiara attribuzione.
Di conseguenza, il pezzo di Brahms è talvolta indicato oggi, nelle registrazioni e nei programmi dei concerti, come St. Anthony Variations, oltre al titolo originale che Brahms gli ha dato.
Una panoramica dettagliata della controversia può essere trovata nell'edizione 2004 di Douglas Yeo del pezzo "Haydn" (ISMN M-57015-175-1). Nel 1870 l'amico di Brahms Carl Ferdinand Pohl, bibliotecario della Società Filarmonica di Vienna, che all'epoca stava lavorando a una biografia di Haydn, mostrò a Brahms una trascrizione che aveva fatto di un brano attribuito a Haydn intitolato Divertimento n. 1. Il secondo movimento portava il titolo "Corale di Sant'Antonio" ed è questo movimento che, nella sua interezza, forma il tema su cui si basano le variazioni. L'impostazione di Brahms del tema varia in modo piccolo ma significativo dall'originale, principalmente per quanto riguarda la strumentazione. Alcune fonti affermano che il Divertimento fu probabilmente scritto da Ignace Pleyel, ma ciò non è stato definitivamente stabilito. Un'altra domanda è se il compositore del divertimento abbia effettivamente scritto il "Corale di Sant'Antonio" o abbia semplicemente citato un tema più antico tratto da una fonte sconosciuta. Ad oggi nessun'altra menzione di un "Corale di Sant'Antonio" è stata trovata.

## Analisi musicale
Il tema inizia con un passaggio ripetuto di dieci battute che a sua volta consiste in due intriganti frasi di cinque battute, una stranezza che probabilmente catturò l'attenzione di Brahms. Quasi senza eccezioni le otto variazioni seguono la struttura frasale del tema e, sebbene meno rigorosamente, anche la struttura armonica. Ognuna ha un carattere distintivo, molte richiamano alla mente le forme e le tecniche di epoche precedenti, alcune mostrano una padronanza del contrappunto raramente incontrata nella musica romantica.
Il finale è un magnifico tema e variazioni su una base bassa, cinque misure di lunghezza, derivate dal tema principale. Il suo culmine, una riaffermazione della corale, è un momento di tale trascendenza che Brahms, solitamente austero, si permette l'uso di un triangolo.
Poco prima della fine del pezzo, nella coda del finale, Brahms annota un passaggio che in realtà è di Haydn. Nelle battute 463-464, le viole e i violoncelli riecheggiano la linea del violoncello dalla misura 148 del secondo movimento della Sinfonia "L'orologio" di quest'ultimo, uno dei migliori esempi del lavoro pionieristico di Haydn nella forma di variazione sinfonica. Il lettore può confrontare i due passaggi seguendo questi link: Brahms, Haydn (vedi sotto per i crediti dei link). Questa allusione frammentaria potrebbe essere l'unico legame della musica con Haydn.

## Movimenti
Le sezioni sono denominate e le indicazioni di tempo vengono fornite come segue. Dove i segni del tempo delle due versioni differiscono, quello dell'op. 56b è mostrato tra parentesi.
- Tema. Chorale St. Antoni. Andante
- Variazione 1. Poco più animato (Andante con moto)
- Variazione 2. Più vivace (Vivace)
- Variazione 3. Con moto
- Variazione 4. Andante con moto (Andante)
- Variazione 5. Vivace (Poco presto)
- Variazione 6. Vivace
- Variazione 7. Grazioso
- Variazione 8. Presto non troppo (Poco presto)
- Finale. Andante